# Projet de statut d'autonomie de la Galice de 1936
Le statut d'autonomie de la Galice de 1936 fut un projet de statut d'autonomie pour la Galice, en Espagne. Il fut écrit en 1936, durant la Seconde République espagnole et fut accepté par plébiscite le 28 juin 1936. Il ne rentra cependant jamais en œuvre à cause du déclenchement de la guerre d'Espagne trois semaines plus tard, lors du soulèvement militaire des 17 et 18 juillet. La Galice, étant tombée complètement aux mains des nationalistes, le statut fut complètement repoussé.

### Source
- (es) Cet article est partiellement ou en totalité issu de l’article de Wikipédia en espagnol intitulé « Estatuto de Autonomía de Galicia » (voir la liste des auteurs).